# Pomeni imen asteroidov: 92001–93000
Pregled pomenov imen asteroidov (malih planetov) od številke 92001 do 93000, ki jim je Središče za male planete dodelilo številko in so pozneje dobili tudi uradno ime  v skladu z dogovorjenim načinom imenovanja. Pregled je preverjen z Schmadelovim “Slovarjem imen malih planetov” (“Dictionary of Minor Planet Names”). 
Pregled pojasnjuje izvor oziroma pomen imen asteroidov, ki ga je priznala Mednarodna astronomska zveza (IAU). Nekateri asteroidi imajo imajo dodatno pojasnilo o izvoru imena, ki pa vedno ni popolnoma zanesljivo (oznaka “†” ali “‡“). 
| Ime                | Začasna oznaka | Izvor imena |
| 92001–92100        | 92001–92100    | 92001–92100 |
| 92101–92200        | 92101–92200    | 92101–92200 |
| 92201–92300        | 92201–92300    | 92201–92300 |
| 92301–92400        | 92301–92400    | 92301–92400 |
| 92401–92500        | 92401–92500    | 92401–92500 |
| 92501–92600        | 92501–92600    | 92501–92600 |
| ------------------ | -------------- | --- |
| 92525 Delucchi     | 2000 OV2       | Fausto Delucchi, švicarski ljubiteljski astronom †                                                                   |
| 92585 Fumagalli    | 2000 PP8       | Francesco Fumagalli, italijanski izdelovalec teleskopov in ljubiteljski astronom †                                   |
| 92601–92700        |                | |
| 92685 Cordellorenz | 2000 QD71      | Francis Merritt Cordell in Philip Jack Lorenz, ameriška astronoma, po njima se imenuje Observatorij Cordell-Lorenz † |
| 92701–92800        |                | |
| 92801–92900        |                | |
| 92891 Bless        | 2000 QK236     | Robert C. Bless, ameriški astronom in svetovalec odkritelja †                                                        |
| 92901–93000        |                | |

| Predhodnik: 91001–92000 | Pomeni imen asteroidov Seznam asteroidov (92001-92250) Seznam asteroidov (92251-92500) Seznam asteroidov (92501-92750) Seznam asteroidov (92751-93000) | Naslednik: 93001–94000 |